# Reichenbach (Großschirma)
Reichenbach ist ein Ortsteil der Stadt Großschirma im Landkreis Mittelsachsen, Freistaat Sachsen. Er wurde am 1. Januar 1999 eingemeindet.

## Geografie

### Geografische Lage
Reichenbach liegt am südwestlichen Rand des Zellwaldes in einem Seitental des Langhennersdorfer Baches, der sein Wasser in die Große Striegis ergießt.

### Nachbarorte
| Schmalbach | Marbach                                     | Augustusberg, Siebenlehn |
| Goßberg    | Kompassrose, die auf Nachbargemeinden zeigt | Großvoigtsberg           |
|            | Seifersdorf                                 | Großschirma              |

## Geschichte

### Von der Gründung bis zur Reformation
Reichenbach befindet sich inmitten der 800 Hufen Landes, die Kaiser Barbarossa auf Bitten von Otto, Markgraf von Meißen im Jahr 1162 als Stiftung zur Gründung eines Klosters bestätigte. Glaubt man der Urkunde aus diesem Jahr wurde Reichenbach vor dem Jahr 1162 als zweiseitiges Reihendorf mit Waldhufenflur im Rahmen der Deutschen Ostsiedlung auf Veranlassung von Markgraf Otto gegründet. Es gehört zu den Dörfern die dem Kloster Altzella im Jahr 1162 gestiftet wurden.
Reichenbach wurde im Jahr 1428 erstmals als Rychenbach urkundlich erwähnt.

### Ortsnamenformen
Der Schreibweise des Ortsnamens Reichenbach hat im Laufe der Geschichte variiert. Folgende Formen sind aus historischen Quellen überliefert.
1428: Rychenbach
1451: Richinbach
1501: Reichenbach
1875: Reichenbach b. Siebenlehn
Der Ortsname leitet sich ab von Siedlung am (wasser-, fisch-)reichen Bach. Das ist heute wegen veränderter topografischer Verhältnisse schwer nachvollziehbar. Noch um 1600 waren mehrere, heute nicht mehr vorhandene Bäche auf der Hochebene vorhanden. Es ist nicht ausgeschlossen, dass die Veränderungen der Oberflächengewässer mit dem ehemaligen Bergbau in Zusammenhang stehen. Bekannt ist, dass Gruben aufgelassen wurden, weil man der Wasserfluten nicht Herr wurde.

### Von der Reformation bis zur Gegenwart

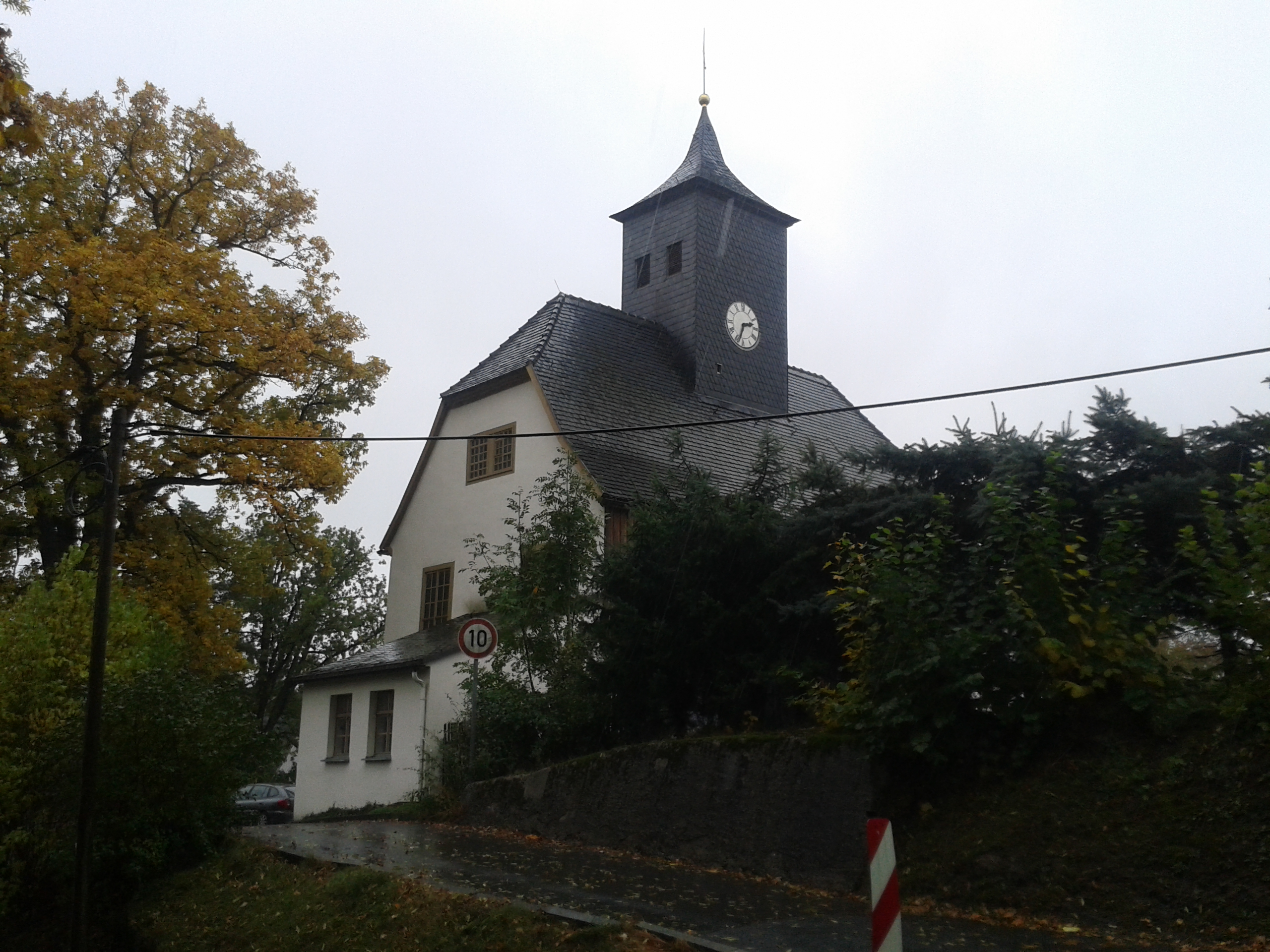
Kirche Reichenbach

Einige Jahre nach der Säkularisation des Klosters Altzella im Jahr 1540 gelangte das Dorf in das Grundeigentum des Ulrich von Mordeisen. Nach seinem Ableben wurde es vom Erben an den sächsischen Kurfürsten verkauft. Damit wurde das Dorf Amtsdorf im Amt Nossen.
Reichenbach ist nach Langhennerdorf gepfarrt. Da der Weg zur Kirche ziemlich weit war, baute man im Jahr 1727/1728 im Ort eine zunächst Bethaus genannte kleine Kirche. Ab 1856 gehörte Reichenbach zum Gerichtsamt Nossen und ab 1875 zur Amtshauptmannschaft Freiberg. Durch die zweite Kreisreform in der DDR kam Reichenbach im Jahr 1952 zum Kreis Freiberg im Bezirk Chemnitz (1953 in Bezirk Karl-Marx-Stadt umbenannt), der ab 1990 als sächsischer Landkreis Freiberg fortgeführt wurde.
Am 1. März 1994 wurde Seifersdorf nach Reichenbach eingemeindet. Mit der Eingemeindung am 1. Januar 1999 wurde Reichenbach ein Ortsteil von Großschirma, das 2003 das Stadtrecht übertragen bekam. Seit 2008 gehört Reichenbach zum Landkreis Mittelsachsen. Kirchlich gehört Ort zum Kirchspiel Langhennersdorf.

## Sehenswürdigkeiten
In der Ortslage gibt es noch einige gut erhaltene Fachwerkhäuser aus dem 17. Jahrhundert, die durch ihre Andreaskreuze in der Fassadengestaltung besonders auffallen.

## Persönlichkeiten

### Söhne und Töchter des Ortes
- Johann Gotthelf Studer: Leiter der Werkstatt zur Herstellung berg- und hüttenmännischer Instrumente an der Bergakademie Freiberg, Münzmeister der Königlich Sächsischen Münzstätte Freiberg

### Persönlichkeiten, die vor Ort wohnen
- Harald Hellmich: Maler und Grafiker, Mitbegründer und Lehrer der Leipziger Schule